# Seán St Ledger
Pour les articles homonymes, voir Ledger.
Seán Patrick St Ledger-Hall est un footballeur international irlandais né le 28 décembre 1984 à Birmingham en Angleterre évoluant au poste de défenseur central. Il est international irlandais de 2009 à 2013.

## Sa carrière en club
Seán St Ledger joue en défense centrale mais a déjà occupé plusieurs postes lors de sa formation effectuée dans le club de Peterborough United comme arrière latéral ou milieu de terrain défensif. Il est prêté en janvier 2004 à Stevenage Borough en même temps que Richard Scott. Il ne réussit pas à intégrer l’équipe première.
De retour à Peterborough, il participe au tournage d’un documentaire sur Ron Atkinson intitulé Big Ron Manager qui montre le club en train de lutter pour se qualifier pour les play-offs de la troisième division. L’attitude de St Ledger pendant les entrainements filmés fait l’objet de nombreuses critiques de la part des supporters du club qui le prennent vite en grippe. Après l’échec du club en championnat, il devient le bouc émissaire des supporters.
Alors que tout le monde pensait qu’il allait être transféré à Birmingham City, St Ledger signe en fait un contrat avec Preston North End. Le contrat, d’une période de trois ans, est signé le 7 juillet 2006 pour une somme de 225 000£. 
Seán St Ledger devient rapidement un membre de l’équipe première du club et dispute au total 130 matchs sous les couleurs du club qui fut en son temps le premier champion de l’histoire du football anglais. Alors qu’il est un des chouchous des supporters, il quitte le club en septembre 2009.
Le 15 septembre 2009, la direction de Preston annonce que St Ledger est tombé d’accord avec Middlesbrough FC pour un prêt initial de trois mois en vue d’un transfert définitif conclu en janvier 2010. Mais à l'issue de la saison 2010-2011, Preston est relégué en League One et St Ledger quitte le club et signe en juillet 2011 pour la formation de Leicester City. Fin mars 2013, il est prêté à Millwall.

## Sa carrière internationale
Disputant l'Euro 2012, il inscrit l'unique but de son pays dans la compétition lors du premier match de poules face à la Croatie. 

### Buts internationaux
| #  | Date            | Lieu                       | Opposition | Score | Resultat | Compétition                        |
| -- | --------------- | -------------------------- | ---------- | ----- | -------- | ---------------------------------- |
| 1. | 10 octobre 2009 | Croke Park, Dublin         | Italie     | 2–1   | 2–2      | Qualifications Coupe du monde 2010 |
| 2. | 12 octobre 2010 | Štadión pod Dubňom, Žilina | Slovaquie  | 0–1   | 1–1      | Qualifications Euro 2012           |
| 3. | 10 juin 2012    | Stade municipal, Poznań    | Croatie    | 1-1   | 1-3      | Euro 2012                          |

## Palmarès
Leicester City
- Championship
  - Vainqueur : 2014